# Carl-Erik Nyquist
Carl-Erik Nyquist, född 3 maj 1936 i Sundsvalls församling i Västernorrlands län, död 16 mars 2023 i Täby distrikt i Stockholms län, var en svensk civilingenjör samt tidigare företagsledare och generaldirektör.

## Biografi
Nyquist avlade civilingenjörexamen vid Tekniska Högskolan 1960 och var elevingenjör på Asea AB 1960–1961. Åren 1961–1967 var han utredare vid Skandinaviska Elverk, 1967–1969 chef för Härnösands stads elverk och 1970–1971 verkställande direktör för Härnösands Industriverk AB. Åren 1971–1984 tjänstgjorde han på Skellefteå Kraft: som överingenjör 1971–1977 och som kraftverksdirektör 1977–1984. Under år 1985 var han vice verkställande direktör för Stockholm Energi Produktion AB. Åren 1985–1991 var han generaldirektör för Statens vattenfallsverk, varpå han 1992–2000 var verkställande direktör och koncernchef för Vattenfall AB.
Nyquist tillträdde 1985 som generaldirektör för Statens vattenfallsverk, men var sedan med om att omvandla det statliga verket till ett aktiebolag 1992. Detta innebar att Vattenfall fick krav att leverera marknadsmässig avkastning på företagets kapital till sin ägare svenska staten samt blev konkurrensutsatt och behövde profilera sig mot slutkonsumenter. Avregleringen av den svenska elmarknaden 1996 blev ytterligare ett steg i denna riktning. Genom förvärvet av Hamburgs elektricitetsverk HEW 1999–2000 inledde Nyquist den internationella expansion som sedan kraftfullt drevs vidare av hans efterträdare Lars G. Josefsson.
Carl-Erik Nyquist invaldes 1986 som ledamot av Kungliga Ingenjörsvetenskapsakademien[källa behövs] och 1993 som ledamot av Kungliga Krigsvetenskapsakademien.

## Utmärkelser
- 2000 – tilldelad H.M. Konungens medalj 12:e storleken i Serafimerordens band "för betydelsefulla insatser för den svenska energiförsörjningen"[7]